# ガールズレコード
ガールズレコード（がーるずれこーど、GIRLS' RECORD）は芸能事務所フィットワンが運営するDVD・CDのレーベル。イメージDVDレーベルのGIRLS' RECORD VISUALと音楽CD・DVDレーベルのGIRLS' RECORD MUSICに大別される。
　GIRLS' RECORD VISUALはフィットワン所属のグラビアアイドルのイメージDVDを主体とする。GIRLS' RECORD VISUALの中核となるタレントは「GIRLS' RECORDメンバー」と呼ばれる。
　GIRLS' RECORD MUSICはグラビアアイドルが歌う音楽CDを主体とする。ここでのグラビアアイドルはフィットワン所属に限定されない。

## GIRLS' RECORD VISUAL
DVDをリリースしているタレント

### GIRLS' RECORDメンバー（2009年4月現在）
- 喜屋武ちあき
- 次原かな
- 島野亜希子
- 加藤沙耶香
- 堂上静華
- 吉川麻衣子
- 野口ちえこ

### 元メンバー
- 三井保奈美（2008年10月引退）
- 吉原夏紀（2008年10月頃登録抹消）
- 寺門仁美（2008年5月引退）
- 田崎りさ（2007年11月引退）
- 小口もな美（現・Motoka）
- 原田桜怜（現・手束真知子（SDN48））
- 田澤麻衣（現・菜々川唯）

### その他のタレント
- 柳野玲子
- 別符かおり
- 星井七瀬
- 吉木りさ
- 長谷部優
- 佐藤寛子
- 新名美波（ニーナ南）
- 山本千夏
- 木口亜矢
- 大友さゆり
- 長谷部優
- ほしのあき
- 松嶋初音
- 加治ひとみ

## GIRLS' RECORD MUSIC
CD・DVDをリリースしているタレント
- 佐藤寛子
- ほしのあき
- 磯山さやか
- 矢吹春奈
- 愛川ゆず季
- 相澤仁美
- 福永ちな
- 南明奈